# موریتس هاوپتمان
موریتس هاوپتمان (آلمانی: Moritz Hauptmann؛ ۱۳ اکتبر ۱۷۹۲ – ۳ ژانویه ۱۸۶۸) یک نظریه‌پرداز موسیقی، آهنگساز، رهبر ارکستر، و مدرس موسیقی اهل آلمان بود. او همسر سوزت هومل بود.
از شاگردان مهم او می‌توان به فریدریش کیل و فردیناند داویت اشاره کرد.